# جنيفر جونز
جنيفر جونز (بالإنجليزية: Jennifer Jones)‏ (مارس 1919 - 17 ديسمبر 2009)، والمعروفة أيضًا باسم جنيفر جونز سيمون، كانت ممثلة أمريكية ومدافعة عن الصحة العقلية. على مدار حياتها المهنية التي امتدت لأكثر من خمسة عقود، رُشحت لجائزة الأوسكار خمس مرات، وفازت بواحدة عن فئة أفضل ممثلة، إضافة إلى فوزها بجائزة غولدن غلوب لأفضل ممثلة في الدراما. تعتبر جونز من أصغر الممثلات اللواتي حصلن على جائزة الأوسكار بعد تزامن فوزها مع عيد ميلادها الخامس والعشرين.
عملت جونز، وهي من مواليد تولسا في أوكلاهوما، عارضة أزياء في شبابها قبل الانتقال إلى التمثيل، وظهرت في فيلمين مسلسلين عام 1939. كان دورها الثالث رئيسيًا عندما أدّت برناديت سوبيروس في «ذا سونغ أوف بيرناديت» (1943)، لتفوز بفضل تمثيلها بجائزة الأوسكار وجائزة غولدن غلوب عن أفضل ممثلة في تلك السنة. واصلت تأدية دور البطولة في العديد من الأفلام التي حصلت على إشادة كبيرة من النقاد وثلاثة ترشيحات أخرى لجائزة الأوسكار في منتصف الأربعينيات، بما في ذلك «سينس يو وأنت أواي» (1944)، و «لوف ليترز» (1945) و «دويل إن ذا صان» (1946).
عام 1949، تزوجت جونز من المنتج السينمائي ديفيد أو. سلزنيك، وظهرت بدور مدام بوفاري في فيلم «فينسنت مينييلي» عام 1949. ظهرت في العديد من الأفلام خلال الخمسينيات، بما في ذلك «روبي جينتري» (1952)، «بيت ذا ديفيل» (1953) لجون هستون و«ترمينال ستيشن» لفيتوريو دي سيكا (1953). حصلت جونز على ترشيحها الخامس لجائزة الأوسكار عن أدائها دور طبيبة أوروبية آسيوية في فيلم «لوف إز أ سبلندرد ثينغ» (1955).
بعد وفاة زوجها سيلزنيك عام 1965، تزوجت جونز من الصناعي نورتون سايمون وتقاعدت بشكل جزئي. كان ظهورها الأخير في فيلم «ذا تاورينغ إنفيرنو» (1974). عانت جونز من مشاكل بصحتها العقلية خلال حياتها ونجت من محاولة انتحار فشلت عام 1966، حين قفزت من جرف على شاطئ ماليبو. بعد انتحار ابنتها عام 1976، أصبحت جونز مهتمة بشدة بالتوعية والتثقيف حول الصحة العقلية. عام 1980، أسست مؤسسة جنيفر جونز سيمون للصحة العقلية والتعليم. قضت ما تبقى من حياتها بعيدًا عن الجمهور، وعاشت في ماليبو، كاليفورنيا، حيث توفيت عام 2009، عن عمر يناهز 90 عامًا.

## وفاتها

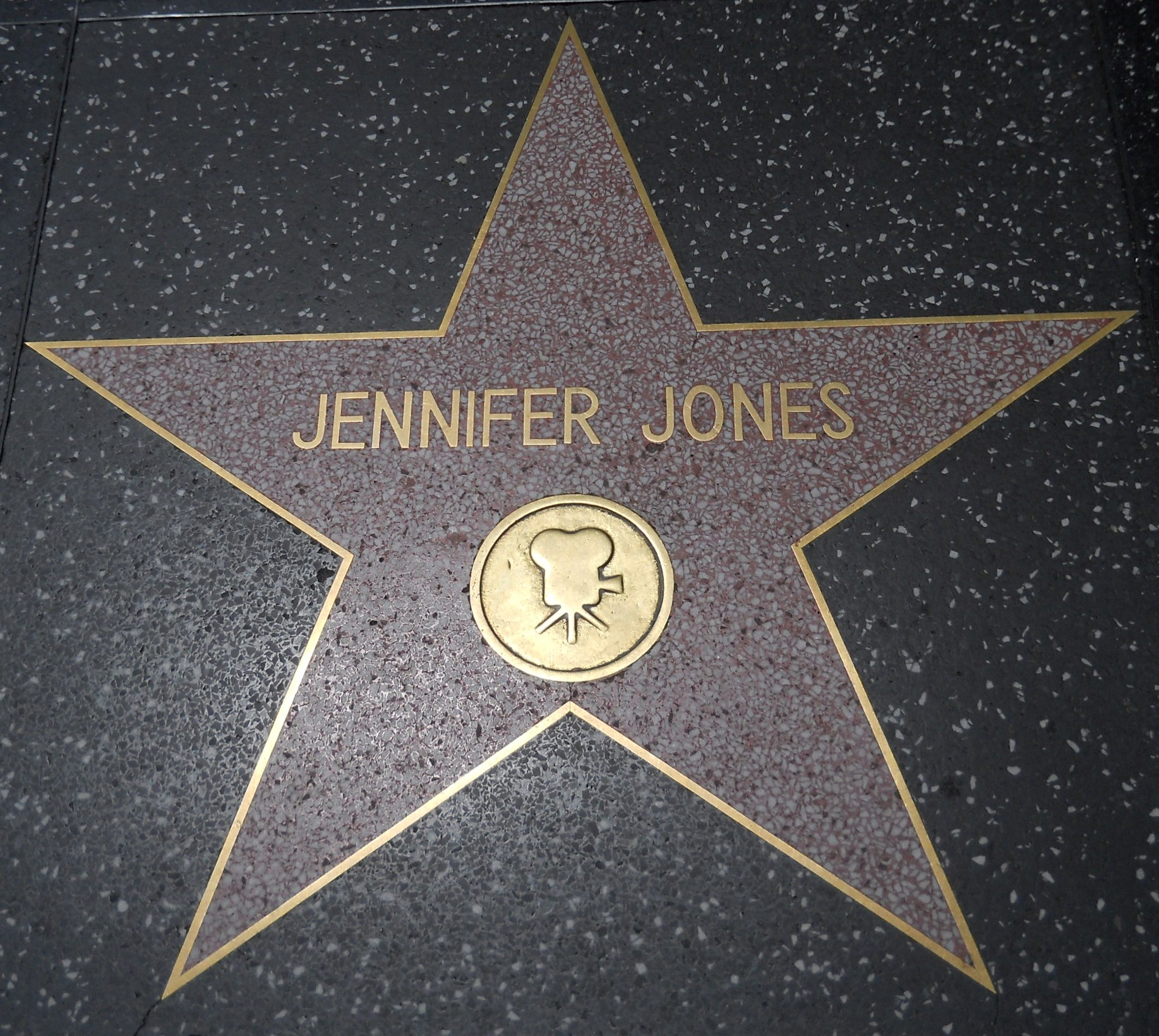
جنيفر جونز وهي ممثلة أمريكية ومدافعة عن الصحة العقلية.

عاشت جونز تقاعدًا هادئًا، أمضته مع ابنها روبرت ووكر جونيور وعائلته في ماليبو على مدار السنوات الست الأخيرة من حياتها. لم تشارك بأي مقابلات وكانت نادرًا ما تظهر علانيةً. شاركت جونز في حفل توزيع جوائز إي إف آي لغريغوري بيك عام 1989، كما ظهرت في حفل توزيع جوائز الأوسكار السبعين عام 1998، والحفل الخامس والسبعين عام 2003، كجزء من برنامج منظمي جوائز الاوسكار لتكريم الفائزين السابقين بالجائزة.
توفيت جنيفر جونز لأسباب طبيعية في 17 ديسمبر 2009، عن عمر يناهز التسعين عامًا. حُرقت جثتها ووضع رمادها مع زوجها الثاني في غرفة سيلزنيك الخاصة في متنزه «فورست لون ميموريال» في غلندايل، كاليفورنيا.

## صورتها العامة
عانت جونز من الخجل معظم حياتها وتجنبت مناقشة حياتها الماضية والشخصية مع الصحفيين، كما كانت تمتنع عن مناقشة التحليل النقدي لأعمالها. غالبًا ما طغى النقاش حول العلاقة المهنية بين جونز وزوجها على مسيرتها المهنية. يقول كاتب السِيَر بول غرين أنه على الرغم من دور زوجها في تسهيل حياتها المهنية وفي البحث عن أدوار لها، إلا أن تفوقّها لم يرتكز فقط على جمالها المبهر، إنما كانت تمتلك أيضًا موهبة حقيقية.

## أعمالها
- 1943 : أنشودة بيرناديت The Song of Bernadette

## روابط خارجية
- جنيفر جونز على موقع IMDb (الإنجليزية)
- جنيفر جونز على موقع الموسوعة البريطانية (الإنجليزية)
- جنيفر جونز على موقع روتن توميتوز (الإنجليزية)
- جنيفر جونز على موقع مونزينجر (الألمانية)
- جنيفر جونز على موقع ألو سيني (الفرنسية)
- جنيفر جونز على موقع تيرنر كلاسيك موفيز (الإنجليزية)
- جنيفر جونز على موقع أول موفي (الإنجليزية)
- جنيفر جونز على موقع قاعدة بيانات الأفلام السويدية (السويدية)
- جنيفر جونز على موقع إن إن دي بي (الإنجليزية)
- جنيفر جونز على موقع قاعدة بيانات الفيلم (الإنجليزية)